# Domus de Maria
Domus de Maria là một đô thị ở tỉnh Sud Sardegna, vùng Sardegna của Ý, có vị trí cách khoảng 35 km về phía tây nam của Cagliari. Đến thời điểm ngày 31 tháng 12 năm 2004, đô thị này có dân số 1.579 và diện tích là 96,6 km².
Đô thị Domus de Maria có các frazioni (các đơn vị cấp dưới, chủ yếu là làng) Chia, Eden Rock, and Setti Ballas.
Domus de Maria giáp các đô thị: Pula, Santadi, Teulada.